# City of Hope National Medical Center
City of Hope National Medical Center est un centre de recherche clinique privé à but non lucratif, un hôpital et une école supérieure situé à Duarte, en Californie, aux États-Unis.
Le campus principal du centre se trouve sur un terrain de 110 acres (45 ha) adjacent aux limites de Duarte et Irwindale, avec un réseau de pratiques cliniques dans toute la Californie du Sud, des bureaux satellites à Monrovia et Irwindale, et des bureaux régionaux de collecte de fonds à travers les États-Unis.
City of Hope est surtout connu comme centre de traitement du cancer. Il a été désigné comme Comprehensive Cancer Center par l'Institut national du cancer. City of Hope est également classé parmi les meilleurs hôpitaux de cancérologie du pays par U.S. News & World Report depuis plus de dix ans et est un membre fondateur du National Comprehensive Cancer Network (réseau national de cancérologie).
City of Hope a joué un rôle dans le développement de l'insuline humaine synthétique en 1978. Le centre a réalisé 13 000 greffes de cellules souches hématopoïétiques en 2016, avec des résultats pour les patients qui dépassent régulièrement les moyennes nationales.